# Torlit comú
El torlit, samarlic,xamerlí , estorlit, sebel·lí, sibel·lí, sibil·lí o xebel·lí i xibel·lí (Burhinus oedicnemus) és una espècie d'ocell de la família dels burrínids (Burhinidae).
És un ocell estèpic i camallarga, de mida mitjana, amb un fort bec de color groc i negre, grans ulls grocs (que li donen un aspecte reptilià) i un plomatge adient per al camuflatge. El nom científic fa referència a les prominents articulacions que té a les potes, que són de color groc o verdós. És un gran volador, amb les ales amb marques blanques i negres.
Encara que és classificat com a ocell camallarg, prefereix els hàbitats secs i oberts amb sòl descobert. És predominantment nocturn, especialment quan canta; el seu cant, semblant a gemecs, és fort i recorda al dels ocells del gènere Numenius (polits i becuts o siglots, família dels escolopàcids - Scolopacidae).

## Noms dialectals
xarlot d'ulls grocs al Gironès, galderic al Conflent i a la Garrotxa, seberlí a Vinaròs.

## Alimentació
La seva alimentació es basa en els insectes i altres petits invertebrats, però també atrapa sargantanes. Diposita 2 o 3 ous en estretes esquerdes del terreny.

## Distribució geogràfica
Es troba per tot Europa, el nord d'Àfrica i el sud-oest asiàtic. És un au migratòria que passa els estius a les parts europea i asiàtica de la seva àrea de distribució i els hiverns a Àfrica.
Als Països Catalans és una espècie sedentària amb contingents migradors hivernants, molt comuna a les Illes Balears. A les zones humides continentals nidifica als Aiguamolls de l'Empordà, i a l'hivern també és observat en altres zones, com ara al Delta del Llobregat
Pertany a la categoria d'ocells estèpics.